# Ian Clarke (Rugbyspieler)
Ian James Clarke (* 5. März 1931 in Kaponga, Taranaki, Neuseeland; † 29. Juni 1997 in Morrinsville, Neuseeland) war ein neuseeländischer Rugby-Union-Spieler auf der Position des Pfeilers und der Nummer Acht. Nach seiner aktiven Rugbylaufbahn engagierte sich Clarke als Schiedsrichter sowie Rugbyfunktionär. Er war der älteste Bruder des ehemaligen neuseeländischen Rugby-Union- und Cricketspielers Don Clarke. Sie hatten noch drei weitere Brüder namens Douglas, Brian und Graeme, die ebenfalls Rugby spielten.

## Biografie
Als Schüler ging er auf die Grundschulen von Pihama und Otakeho sowie auf die Hawera Technical High School, bevor er mit seinen Eltern weiter in den Norden nach Morrinsville zog, wo er 1947 in die Jugendabteilung der Rugbymannschaft Kereone RSC eintrat. 1949 wurde er in die Jugendauswahl des Provinzverbandes Waikato Rugby Union berufen. Ein Jahr später lief er zum ersten Mal in der ersten Mannschaft des Kereone RSC auf. Aufgrund seiner dortigen Leistungen wurde er 1951 für die erste Mannschaft von Waikato nominiert. Mit ihr gewann Clarke im gleichen Jahr den Ranfurly Shield gegen die North Auckland RFU. Den Shield konnte er mit Waikato bis 1952 in sechs Spielen verteidigen, bevor man ihn an die Auckland RFU verlor.
1953/54 nahm Clarke an der Europatour der neuseeländischen Nationalmannschaft (All Blacks) teil. Clarke gab sein Länderspieldebüt gegen Wales am 19. Dezember 1953. Dieses Spiel verloren die All Blacks mit 8:13. Es blieb Clarkes einziges Länderspiel auf der Tour, da er ansonsten nur gegen Vereine, Provinzen und diverse andere Auswahlmannschaften spielte.   
Im Jahr 1955 war Clarke in allen drei Länderspielen um den Bledisloe Cup gegen das in Neuseeland tourende Australien (Wallabies) Mannschaftskapitän der All Blacks. Die Neuseeländer gewannen die ersten beiden Spiele und verloren das letzte. Somit konnten sie den Pokal erfolgreich verteidigen. In dieser Länderspielserie lief er in allen drei Spielen ausnahmsweise auf der Position der Nummer Acht auf, statt wie üblich als Pfeiler.
Seinen größten Erfolg im Rugby erreichte Clarke ein Jahr später gegen die in Neuseeland tourende südafrikanische Nationalmannschaft (Springboks). Im ersten Spiel der Tour waren Clarke und sein Bruder Don in der Mannschaft von Waikato, die völlig überraschend die Südafrikaner mit 14:10 schlug. Im Folgenden gewannen die All Blacks drei der vier Länderspiele und verloren eines. Damit gelang ihnen als erste Nationalmannschaft ein Sieg in einer Länderspielserie gegen die Springboks. Clarke spielte als einziger Pfeiler in allen vier Länderspielen der Tour. Bruder Don debütierte für Neuseeland im dritten Spiel gegen Südafrika am 18. August 1956, das die Neuseeländer mit 17:10 gewannen.  
1957 und 1958 konnte er mit den All Blacks den Bledisloe Cup gegen Australien erneut erfolgreich verteidigen. Im darauffolgenden Jahr lief er in den ersten beiden Spielen der Neuseeländer gegen die in Neuseeland tourenden British Lions auf und gewann mit den All Blacks die Länderspielserie, da sie in allen vier Länderspielen siegten. 1960 tourte er mit Neuseeland in Südafrika. Dort lief er in zwei der vier Länderspiele auf. Da die All Blacks einmal gewannen, zweimal verloren und einmal unentschieden spielten, endete die Länderspielserie zugunsten der Gastgeber. 1961 besiegte er in seinem 100. Spiel für Waikato die französische Nationalmannschaft in Neuseeland. Im selben Jahr liefen auch zum einzigen Mal alle fünf Clarke-Brüder gemeinsam in einer Mannschaft ihrer Provinz auf. Es war ein Spiel Waikatos gegen Thames Valley. 1962 verteidigte er mit Neuseeland wieder den Bledisloe Cup.
1963/64 tourte er mit Neuseeland zum zweiten Mal in Europa. Er lief jedoch in keinem Länderspiel mehr auf. Dafür kam ihm die Ehre zu teil mit den berühmten Barbarians gegen seine eigene Nationalmannschaft anzutreten. In diesem Spiel erzielte Clarke mit einem Dropgoal die einzigen Punkte für die Barbarians bei ihrer 3:36-Niederlage.
Nach der Tour beendete er seine aktive Rugbykarriere und konzentrierte sich auf seine Arbeit als Milchbauer in Morrinsville. Er blieb dem Rugbysport aber als Schiedsrichter erhalten. Später engagierte er sich als Rugbyfunktionär beim Provinzverband Waikato, wo er ein lebenslanges Ehrenmitglied war, sowie bei dem neuseeländischen Rugbydachverband New Zealand Rugby Football Union (NZRU). Er wurde 1991 zum Vizepräsidenten und 1993 für zwei Jahre zum Präsidenten der NZRU gewählt. In diesen Funktionen kämpfte Clarke lange dafür, dass Hamilton ein weiterer Heimspielort der All Blacks wurde. Er verstarb am 29. Juni 1997 mit 66 Jahren in seinem Heimatort Morrinsville, einen Tag, nachdem die All Blacks in seiner Anwesenheit zum ersten Mal in Hamilton ein Länderspiel ausgetragen hatten.  